# 小蓋瑞·馬修斯
小蓋瑞‧納坦尼爾‧馬修斯(Gary Nathaniel Matthews Jr.，1974年8月25日—)，出生于美国加利福尼亞州舊金山市，曾為美國職棒大聯盟的外野手。小馬修斯是1970~80年代大聯盟好手Gary Matthews Sr.的兒子。

## 職業生涯
1999年，左右開弓的小馬修斯在教士隊開始其大聯盟生涯，先後待過小熊、海盜、大都會、金鶯、遊騎兵，以及天使等隊。
靠著2006季初的亮眼表現，小馬修斯獲選全明星賽(All-Star Game)隊員，與其父老馬修斯成為史上第14對同時在明星賽出場的父子檔。
至於守備方面，馬修斯以精準的判斷和高超的彈跳技巧聞名，時有翻牆沒收全壘打的美技演出。最為人稱道的是2006年7月1日接殺全壘打後，連苦主麥克‧蘭(Mike Lamb)都忍不住鼓掌叫好。球隊轉播員艾瑞克‧納德(Eric Nadel)甚至形容這球是他26年播報經歷中，看過最精彩的外野守備。
06年9月13日，馬修斯在對底特律老虎隊(Detroit Tigers)的比賽中，有「順序完全打擊」(natural cycle)的優異表現，也就是第一打數一壘安打、第二打數二安、第三打數三安、第四打數全壘打。
06年馬修斯在打擊方面，繳出了194安打(包括44支二壘安打)、79分打點、19發全壘打的佳績，加上穩定優質的守備，於是季後與天使隊簽下五年5000萬的高價合約。

## 外部連結
- 球員資訊和成績在MLB ，ESPN ，Retrosheet ，Baseball Reference ，Baseball Reference (Minors) ，Fangraphs ，The Baseball Cube （英文）